# La Mort du Vazir-Moukhtar
La Mort du Vazir-Moukhtar (Смерть Вазир-Мухтара) est un roman de l'écrivain soviétique Iouri Tynianov paru en 1928. Il a été adapté par la télévision de Léningrad en 1969.

## Résumé
Ce roman s'ouvre sur l'arrivée triomphante d'Alexandre Griboïedov à Saint-Pétersbourg en 1828. Griboïedov, contemporain d'Alexandre Pouchkine, proche des décembristes, mais aussi de Nicolas Ier depuis qu'il a embrassé la carrière diplomatique, est un jeune homme d'une intelligence et d'une ironie rares. C'est lui qui a négocié en grande partie la paix avec la Perse. Fort de ce succès, accueilli en héros national, il entend désormais créer une compagnie commerciale entre la Russie et la Géorgie : ses projets sont immenses, à l'image de son ambition.
Alexandre Griboïedov est aussi critique, satiriste, poète, dramaturge et surtout l'auteur d'une seule pièce, Le Malheur d'avoir trop d'esprit. Victime de la censure, il n'a pas réussi à faire publier sa pièce, qui circule sous le manteau, suscitant admiration et envie.
Alexandre Griboïedov n'a que 33 ans et déjà, il se sent précocement vieilli : il a fui depuis longtemps les mondanités moscovites. Fatigué de ses longues missions à l'étranger, il voudrait quitter ses fonctions. Il se croit incapable d'écrire, incapable d'aimer. Malgré lui, il est nommé ministre plénipotentiaire - vazir-moukhtar - en Perse. Lors d'une émeute populaire à Téhéran en 1829, l'ambassade russe est prise d'assaut et Alexandre Griboïedov, massacré. Pour la fête de l'Achoura, le ministre plénipotentiaire russe, arrivé à Téhéran sur un cheval moreau, a été désigné, dans ce contexte de négociations difficile, en mosquée, comme l'homme à abattre. Passant près du convoi qui transporte les restes dépecés du brillant jeune homme, Alexandre Pouchkine soupire : les hommes les plus remarquables disparaissent chez nous sans laisser de traces.
La pièce Le Malheur d'avoir trop d'esprit, finalement publiée après la mort de son auteur, est depuis toujours considérée comme l'un des chefs-d'œuvre de la littérature russe. La personnalité d'Alexandre Griboïedov continue d'interroger : cet homme à l'esprit si vif est-il allé délibérément au-devant de la mort, ou ne s'agit-il que d'un malheureux concours de circonstances ?

## À propos du roman
Dans son récit, Iouri Tynianov choisit d'évoquer les derniers mois du jeune homme, entre Saint-Pétersbourg, Moscou, la Géorgie et la Perse (Tabriz, puis Téhéran). À Moscou, il lit ses vers devant Pouchkine, dont il envie la consécration. 
Parcourant des milliers de verstes dans la poussière, harassé par les charges trop lourdes qui lui incombent, Griboïedov trouve le temps d'épouser une jeune princesse géorgienne âgée de 16 ans. Est-ce amour ou intérêt ? Lui-même n'en sait rien car, comme le souligne Tynianov à plusieurs reprises, Griboïedov est une fermentation de vinaigre, un cœur dur (sakhtghir), trop intelligent pour ne pas voir les travers des autres et trop orgueilleux pour résister à l'envie de provoquer et de se hisser à la première place, tout en haut. 
Ployant sous la tâche des rapports à rédiger, rusant avec méfiance pour n'être ni asservi au pouvoir ni mis à l'index, Alexandre est un homme seul, victime de cette contradiction : il ne supporte ni l'esprit critique des autres ni leur absence d'esprit critique.
Pour rendre compte de ce climat politique étouffant et de l'aigreur qui ronge de plus en plus son protagoniste, Tynianov a choisi une prose resserrée et virtuose : la Grande Histoire et la petite s'écrivent en parallèle, au fil de chapitres courts composés de paragraphes tout aussi brefs. Le style elliptique de Tynianov, qui domine parfaitement les effets de la langue, parvient, malgré une traduction bien moins éblouissante que le texte original, à restituer le tourbillon chaotique dans lequel Alexandre Griboïedov s'est fourvoyé : entrevue auprès du tsar, amour pour une ballerine, pression maternelle, soirées littéraires, mariage, obligations, visages, sentiment grandissant d'étrangeté au monde, là-bas, à Tabriz, puis à Téhéran.
Si Tynianov comprend si subtilement l'atmosphère asphyxiante de l'époque de Nicolas Ier, c'est qu'il vit à une époque aussi hostile : les années 1930, durant « la grande glaciation ». La censure stalinienne s'est abattue sur le groupe des formalistes, ses membres (parmi lesquels Chklovski, Boris Eichenbaum, Jakobson) émigrent, sont déportés ou exécutés. Tynianov choisit la réclusion : enfermé dans son appartement, « épargné » par sa sclérose en plaques qui lui gagne un peu de commisération de la part du pouvoir, il renonce à la recherche et écrit des romans dits historiques, qui rencontrent un grand succès. Cette besogne, qu'il perçoit comme une corruption de l'esprit, lui répugne. Alors, à défaut, il révolutionne le genre : l'Histoire n'est plus un ensemble de faits à la sauce romanesque, mais une vérité qui s'écrit par la puissance de la langue et les voies de l'imagination.

## Personnages principaux
- Alexandre Griboïedov (1794-1829)
- Sachka, accompagnant personnel d'Alexandre Griboïedov, possible demi-frère
- Ivan Paskevitch (1782-1856)
- John McNeill (diplomate) (1795-1883), John Macdonald Kinneir (1782-1830), Borgeese

## Personnages secondaires
- Nicolas Ier (1796-1855), empereur de Russie (1825-1855)
- Charles Robert de Nesselrode (1780-1862), Rhodophinikine
- Alexis Iermolov (1777-1862)
- Vassili Vassilievitch Levachov (1783-1848)
- Décabristes, dont Mikhaïl Lounine (1787-1845), Piotr Iakovlevitch Tchaadaïev (1794-1856), Wilhelm Küchelbecker, Ivan Pouchtchine, Ivan Bourtsov...
- Faddeï Boulgarine (1789-1859), Sienkowski, Mikhaïl Nicolaievitch (de la censure), Mikhaïl Glinka (1804-1857), Nicolas Gretch (1787-1867), Ivan Krylov, Alexandre Pouchkine
- Nastassia Fiodorovna, mère d'Alexandre Griboïedov
- Katia Telichova, Léna Boulgarina...
- Dr Friedrich Adelung, Ivan Maltsov/Maltzoff
- Oppermann, Benkender, Soukhizanet, Dereradovitch, Malatov, Tchernychov, Pavel Golénitchev-Koutouzov, Vassili Dolgoroukov, Prince Piotr Mikhaïlovitch Volkonski
- Lieutenant Vichniakov, Mikhaïl Pouchtine, capitaine Maïboroda, Mouraviov-Apostol, Bestoujev-Rioumine, Espejo, Cuartano, Karwicki, Abramovitch, Bourtouline, Martinengo, Général Sipiaguine, Zawilejvski, Boïeldieu, Katénine, Chakhovstoï, Iakobovitch, Viazemski, ...
- Prince Alexandre Chavchavadzé (1786-1846), Prascovia Nicolaïevna Akhverdova (Nina Golitsine) (1805-1828), M. de Sérigny, princesse Salomé (Catherine Dadiani), comtesse Élise, Petit-Davyd...
- Famille Castellas (soierie à Tiflis)
- Mirza Massih, prince Zell-e-Soltan...
- Abbas-Mirza, Moulah-Mseh
- Feth Ali Shah (Baba Khan), Mâshadi
- Allah Yar Khan (Assef), Abdel Kassim Khan, Abdol Hassan Khan...
- Samson-Khan (Iakovlitch), Simon Bortchov, Eustafi Skrypliov
- Hodja Mirza Yakoub (Markarian), Khosrow Khan, Manentchehr Khan, grands eunuques
- Del Forouz, fillette
- Hozrev Mirza, Fazel Khan
- Comte Khvostov, Pétia Karatyguine...

## Traduction française
- La Mort du Vazir-Moukhtar, traduit par Lily Denis, Paris, Éditions Gallimard, « Littératures soviétiques », 1969 ; réédition, Paris, Gallimard, collection « Folio » no 1073, 1978, « Folio » no 6337, 2017 (avec la préface d'Aragon, « J'aurais voulu avoir écrit ce livre... »)